# Amfifil

Fosfolipidele, cum ar fi acest glicerofosfolipid, posedă un caracter amfipatic.

Un amfifil (din greacă αμφιφ, amphis: „amândoi” și φιλíα, philia: „dragoste”, „prietenie”) este un compus chimic care are atât proprietăți hidrofile (din eng. „water-loving”), cât și lipofile (din eng. „fat-loving”). Un astfel de compus se numește amfifil sau amfipatic. Compușii amfifilici constituie baza pentru o serie de domenii de cercetare în chimie și biochimie, în special cea a polimorfismului lipidic. Compușii organici care conțin grupări hidrofile la ambele capete ale unei molecule prolate (în agregat) se numesc bolaamfifile . Substanțele amfifile comune sunt săpunurile, detergenții și lipoproteinele . 

## Structura și proprietățile
Grupa lipofilă este în mod tipic un rest hidrocarbonat mare, cum ar fi un lanț lung de forma CH3(CH2)n, cu n > 4. 
Grupa hidrofilă se încadrează într-una din următoarele categorii: 
1. Grupuri încărcate 
  - Anionice: cu partea lipofilă a moleculei reprezentată de un R, sunt: 
    - carboxilați: RCO2-;
    - sulfați: RSO4-;
    - sulfonati: RSO3-.
    - fosfați: funcționalitate mare în fosfolipide .

  - Cationice: 
    - amonii: RNH3+.
2. Grupuri polare, neîncărcate. Exemple sunt alcooli cu grupe R mari, cum ar fi diacil glicerolul (DAG) și oligo-etilenglicolele cu lanțuri alchil lungi.

Compușii amfifili au structuri lipofile (în mod tipic hidrocarburi ) și grupe funcționale hidrofile polare (fie ionice, fie neîncărcate). 
Ca urmare a existenței ambelor porțiuni (lipofilă și hidrofilă), unii compuși amfifilici pot fi dizolvați în apă și într-o oarecare măsură, în solvenți organici nepolari . 
Când este plasat într-un sistem bifazic nemiscibil format din solvenți apoși și organici, compusul amfifil va împărți cele două faze. Mărimea porțiunilor hidrofobe și hidrofile determină gradul de separare.. 

## Rolul biologic
Fosfolipidele, o clasă de molecule amfifile, sunt principalele componente ale membranelor biologice. Natura amfifilică a acestor molecule definește modul în care contribuie la formarea membranelor. Ele se aranjează într-un bistrat lipidic, poziționând grupurile polare spre mediul apos înconjurător și lanțurile lipofile spre interiorul stratului, definind o regiune nepolară între două regiuni polare.
Deși fosfolipidele sunt constituenții principali ai membranelor biologice, există și alți constituenți, cum ar fi colesterolul și glicolipidele, care sunt de asemenea incluse în aceste structuri și le conferă proprietăți fizice și biologice diferite. 
Mulți alți compuși amfifili, cum ar fi pepducinele, interacționează puternic cu membranele biologice prin inserția părții hidrofobe în membrana lipidă, în timp ce partea hidrofilă este expusă mediului apos, alterându-le comportările fizice și uneori întrerupându-le.    

## Exemple
Există mai multe exemple de molecule care prezintă proprietăți amfifile: 
Surfactanții pe bază de hidrocarburi sunt un exemplu de grup de compuși amfifili. Regiunea polară a acestora poate fi fie ionică, fie neionică. Unii membri tipici ai acestei grupări sunt: sulfat de dodecil de sodiu (anionic), clorura de benzalconiu (cationică), sau 1-octanol (alcool cu catenă lungă, neionic).
Mulți compuși biologici sunt amfifilici: fosfolipide, colesterol, glicolipide, acizi grași, acizi biliari, saponine, anestezice locale etc. 
Săpunul este un compus amfifilic de uz casnic. Săpunul (polar, hidrofil) amestecat cu apă este util pentru curățarea uleiurilor și grăsimilor (nepolare, lipofile) din ustensile de bucătărie, vase, piele, îmbrăcăminte etc. 